# Uruguay-ronde
De Uruguay-ronde is een onderhandelingsronde van de GATT. De onderhandelingen zijn opgestart in 1986 en beëindigd in 1994. Tijdens deze ronde werd het werk van de GATT afgerond en tot de oprichting van de Wereldhandelsorganisatie besloten. Het resultaat van de ronde wordt ook wel de WTO-akkoorden genoemd.
De ronde begon in Punta del Este (Uruguay), waarna onderhandelingen hervat werden in Montreal, Genève, Brussel, Washington D.C. en Tokio, en uiteindelijk ondertekend in Marrakesh. 125 landen ondertekenden op 15 april 1994 het eindresultaat.
Naast de oprichting van de WTO is in de Uruguay-ronde besloten tot:
- het reduceren van douanerechten en exportsubsidies,
- het reduceren van andere handelsbeperkingen en quota,
- het toepassen van octrooien, merken en auteursrecht,
- het uitbreiden van internationale handelsverdragen tot de dienstensector (GATS), en
- het stimuleren van internationale investeringen.

De totale tekst beslaat 60 akkoorden in zo'n 550 pagina's.